# Swetlana Pessowa
Swetlana Pessowa (ros. Светлана Песцова, Swietłana Piescowa ur. 27 września 1981) – turkmeńska lekkoatletka pochodzenia rosyjskiego specjalizująca się w wielobojach.
Na mistrzostwach świata w Paryżu (2003) wystartowała w biegu na 100 metrów. Zdobyła brązowy medal halowych mistrzostw Azji w pięcioboju (2004). Reprezentowała Turkmenistan w skoku w dal podczas igrzysk olimpijskich w Atenach odpadając w eliminacjach.
Rekordy życiowe: pięciobój (hala) – 3287 pkt. (8 lutego 2004, Teheran); skok w dal (stadion) – 6,06 (23 maja 2008, Aszchabad). Rekordzistka Turkmenistanu w różnych konkurencjach. 

## Osiągnięcia
| Rok  | Impreza                 | Miejsce           | Konkurencja   | Lokata            | Wynik     |
| ---- | ----------------------- | ----------------- | ------------- | ----------------- | --------- |
| 2003 | Mistrzostwa świata      | Paryż Saint Denis | bieg na 100 m | eliminacje        | 13,05     |
| 2004 | Halowe mistrzostwa Azji | Teheran           | pięciobój     | 3. miejsce        | 3287 pkt. |
| 2004 | Igrzyska olimpijskie    | Ateny             | skok w dal    | el. – 36. miejsce | 5,68      |